# Rodrigo Faro
Rodrigo Faro, nome completo Rodrigo Alcazar Faro (San Paolo, 1973), è uno showman, attore e cantante brasiliano.
Popolarissimo in patria, è uno degli artisti di spettacolo brasiliani più ricchi. Nel 2014 il suo patrimonio era pari a 100 milioni di R$, secondo quanto riportato dalla rivista Isto É; per tutto il tempo in cui ha condotto programmi su Rede Record percepiva mensilmente 2 milioni di R$ . Altri introiti provengono dal suo ingaggio come testimonial di diversi marchi, tra cui Chevrolet.

## Biografia
Di famiglia italobrasiliana, è figlio di una professoressa universitaria e di un dentista. 
Ha iniziato la sua carriera all'età di 9 anni - proprio quando i genitori si separavano - prendendo parte a uno spot pubblicitario. Ancora bambino ha guadagnato grande fama sia come baby modello sia come presentatore del programma infantile ZYB Bom su TV Bandeirantes.
A 13 anni ha perso il padre, con cui peraltro aveva pochi contatti. All'età di 19 si è unito al gruppo musicale Dominó. Si è poi laureato in Discipline dello Spettacolo alla USP. 
Nel 1996 è apparso nella sua prima telenovela, Antônio Alves, Taxista, su SBT, impersonando il sessista Dário. L'anno successivo è passato a Rede Globo, dove ha lavorato nella telenovela A Indomada. Nel 1998 ha impersonato Bruno nella soap opera Malhação. Nel 1999 ha dato volto al calciatore Renildo, nella novela Suave Veneno. Nel 2001 è stato il coprotagonista Faustino nella telenovela A Padroeira. Nel 2003 ha partecipato alla miniserie A Casa das Sete Mulheres nel ruolo del medico rivoluzionario Joaquim.
Nel 2008 è approdato a Rede Record, dove è stato chiamato per sostituire rapidamente Márcio Garcia alla guida del programma O Melhor do Brasil. Ha condotto quattro edizioni del talent show Ídolos, venendo poi sostituito da Marcos Mion nel 2012. In quell'anno ha presentato il reality show Fazenda de Verão, sempre su Rede Record. E' poi tornato a condurre O Melhor do Brasil, programma che gli ha fatto vincere per cinque volte consecutive il Trofeo Imprensa nella categoria "Miglior presentatore televisivo". Nel 2020 Faro ha presentato la prima stagione di Canta Comigo Teen, e l'anno successivo la terza stagione di Canta Comigo, in sostituzione di Gugu Liberato, morto tragicamente.
Nei suoi show televisivi si è anche proposto come imitatore di Amy Winehouse.
Il 5 dicembre 2024 ha annunciato il mancato rinnovo del suo contratto con la Record. Nello stesso anno ha debuttato nel cinema, come protagonista del film biografico Silvio, incentrato sulla figura di un altro conduttore televisivo brasiliano, Silvio Santos, scomparso proprio nel periodo delle riprese.

## Vita privata
Ha tre figlie: Clara, Maria ed Helena, nate rispettivamente nel 2005, 2008 e 2012 dall'unione con la modella Vera Viel. La coppia sta insieme dal 1997 e si è sposata nel 2003. Faro è cattolico osservante.

## Vicende giudiziarie
- Il 27 maggio 2024, la polizia di Napoli, in Italia, ha arrestato due brasiliani e quattro italiani nell'ambito di un'operazione volta a smantellare una rete di corruzione finalizzata alla concessione della cittadinanza italiana a Rodrigo Faro e ad alcuni suoi connazionali, tramite la falsificazione di documenti e registri pubblici per accelerare le procedure. Faro si è difeso dicendosi totalmente all'oscuro del piano.[4]